# قصر برقع
قصر برقع هو قصر صحراوي، يقع في محافظة المفرق شرق الأردن، وتحديدًا في منطقة الرويشد. وهو أحد القصور الأثرية الإسلامية التي بُنيت من حجارة البازلت السوداء المتوفرة في تلك المنطقة. ويعود تاريخه إلى سنة 700م، أي في فترة حكم الوليد بن عبد الملك. ويتألف القصر الذي شيد على سد برقع من 3 طوابق مختلفة وسكنًا. وكانت المياه تُنقل إلى القصر بطريقة مثلى تضاهي التقنية الهندسية الحديثة في طرق نقل المياه، حيث تم تزويد القصر بالمياه الباردة والساخنة من خلال قنوات ري حجرية وفخارية تصل إلى جميع الحجرات والمرافق.

## تاريخه
غدير البرقع هي منطقة كانت مشغولة منذ عصور ما قبل التاريخ، ومع المسوحات الأثرية التي توثق المواقع التي تعود إلى العصر الحجري القديم، والعصر الحجري الحديث المبكر، والعصر الحجري الحديث المتأخر. تعود أهم بقايا عصور ما قبل التاريخ إلى العصر الحجري الحديث المتأخر (الألف السابع إلى السادس قبل الميلاد)، عندما استخدم الرعاة الرحل البحيرة لرعي قطعان الأغنام والماعز، ربما في أشهر الصيف عندما كانت المياه شحيحة في أماكن أخرى.
تكشف الحفريات الأثرية عن إنشاء حصن روماني في الموقع، كما تم بناء دير فيه خلال الفترة البيزنطية. أصبح مجمعًا للقلعة الأموية في حوالي 700 م عندما قام الوليد الأول، الذي كان لا يزال أميرًا قبل توليه الخلافة، ببنائه أو إصلاح الهياكل القائمة لتشكيل مجمع قصر جديد. ويعد قصر برقع من أقدم القصور والقلاع الصحراوية الأموية في الأردن

## الموقع الجغرافي والوصف
على الرغم من وصفها في كثير من الأحيان بأنها إحدى قلاع الصحراء الأموية، إلا أن سفيند هيلمز Svend Helms يشير إلى أنها «ليست قلعة ولا في الصحراء» وأن معظم المباني ترجع إلى ما قبل الخلافة الأموية. تعتبر من أقل القلاع الصحراوية في الأردن.
يقع قصر برقع في أقصى شمال شرق الأردن في منطقة الرويشد، وهو واحد من عدد من القلاع الصحراوية الأموية في المنطقة شبه القاحلة. تقع في صحراء البازلت الأسود، على بعد حوالي 100 كم شرق الدياثة، و70 كم جنوب شرق النمرة، وحوالي 2 كم من وادي المنقات، الذي يحتفظ بالمياه من أمطار الشتاء. تقع على حافة واحة تشكلت على حافة منطقة بازلتية في شرق الأردن. كان الموقع مهمًا نظرًا لحوضه الطبيعي الضحل، الذي يجمع مياه الأمطار في البرك. تمت إضافة أنظمة مختلفة لتجميع المياه، من أصل غير مؤكد وتاريخها غير معروف، إلى الموقع بمرور الوقت، من أجل الحفاظ على عدد أكبر من السكان الذين ربما عاشوا في المنطقة في أوقات مختلفة.
أكثر الهياكل أهمية الباقية في الموقع هو برج طوله 5 أمتار، من المحتمل أن يكون من أصل روماني، ويُقدر في الأصل بارتفاع 13 مترًا. تم بناء مجمع القصر الإسلامي المبكر حول البرج الروماني.
وقد شيدت العبوات (الحاوية) من البازلت، واستخدمتها شعوب البدو القادمين إلى الموقع لري قطعانهم في تربيتها. تظهر النقوش المنحوتة في الصخر أن القبائل البدوية استخدمت الموقع كمخيم موسمي كل ربيع طوال فترة العصور الوسطى.

## السياحة والمحافظة عليه
تم إنشاء محمية برقع الطبيعية، وهي منطقة محمية بمساحة 900 كيلومتر مربع تتمركز في برقع، من قبل الجمعية الملكية لحماية الطبيعة (RSCN) في عام 2020. تأمل الجمعية الملكية لحماية الطبيعة في تشجيع السياحة البيئية في المنطقة،  تم افتتاح فندق صديق للبيئة بالقرب من قصر برقع  والترويج له مع محمية الأزرق المائية ومحمية الشومري للحياة البرية كجزء من «مسار البادية الشرقية». في السابق، لم يكن الموقع معروفًا جيدًا ويصعب الوصول إليه، حيث يقع على بعد حوالي 20 كيلومترًا من أقرب طريق معبدة.

## معرض الصور

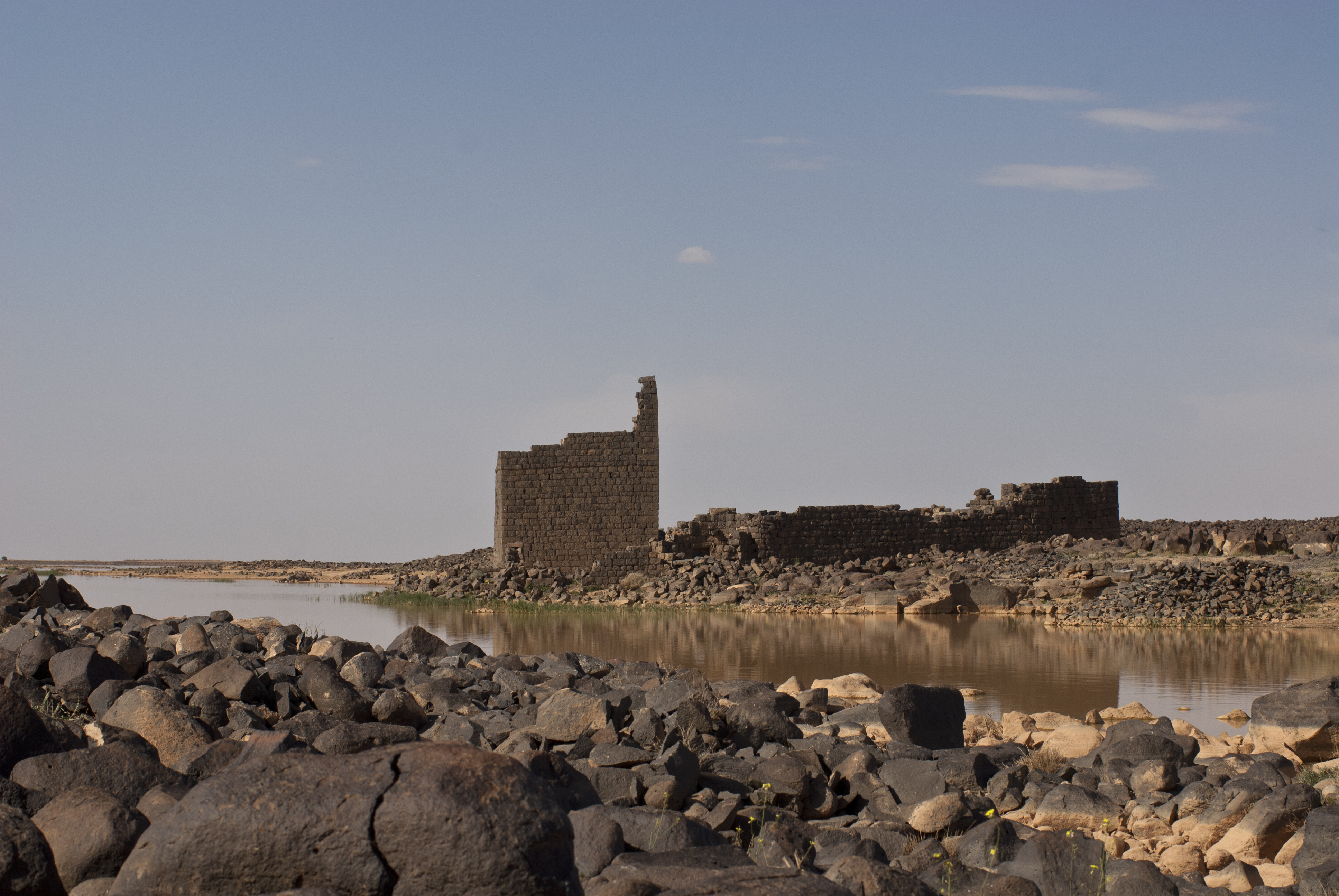
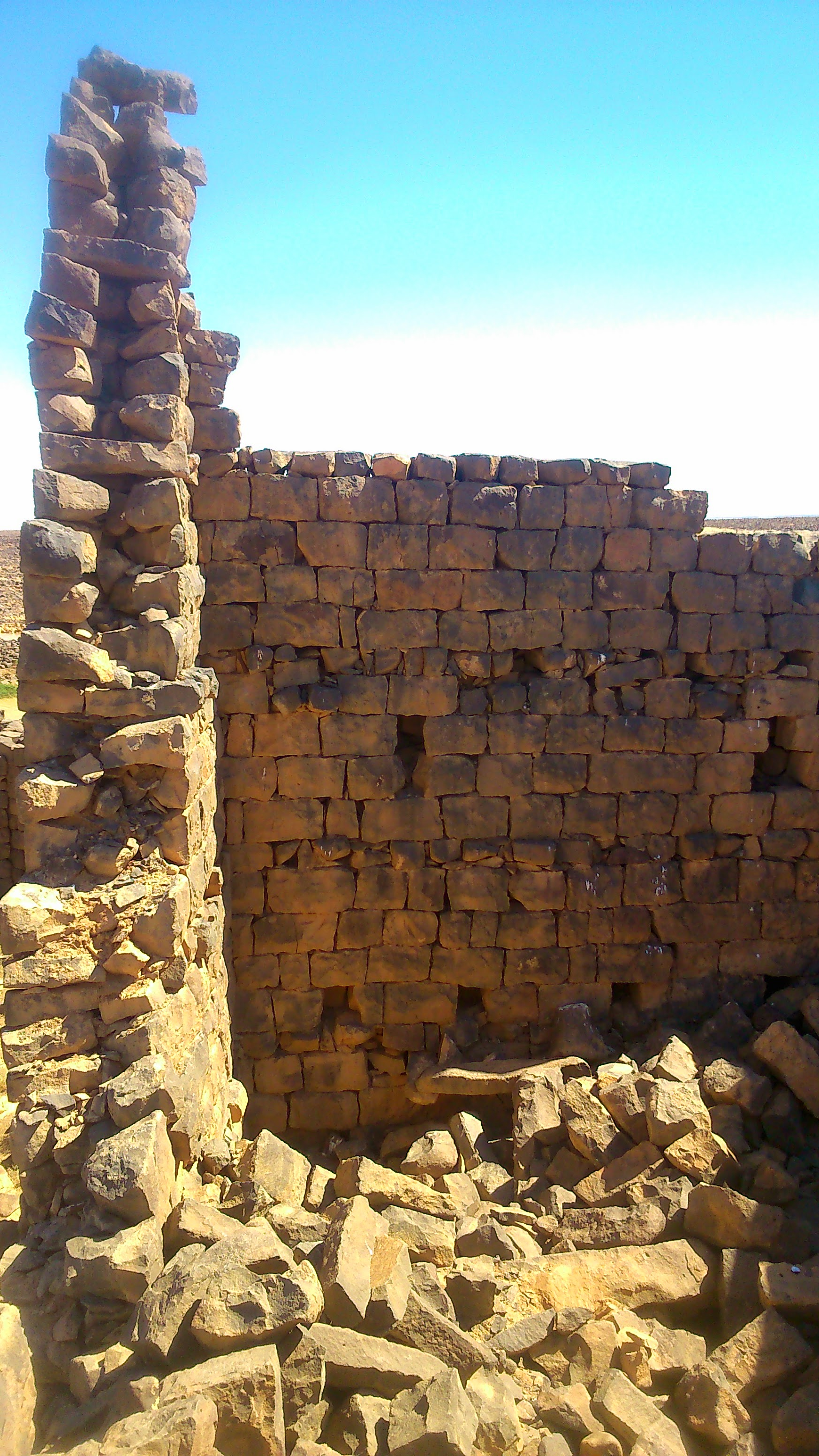
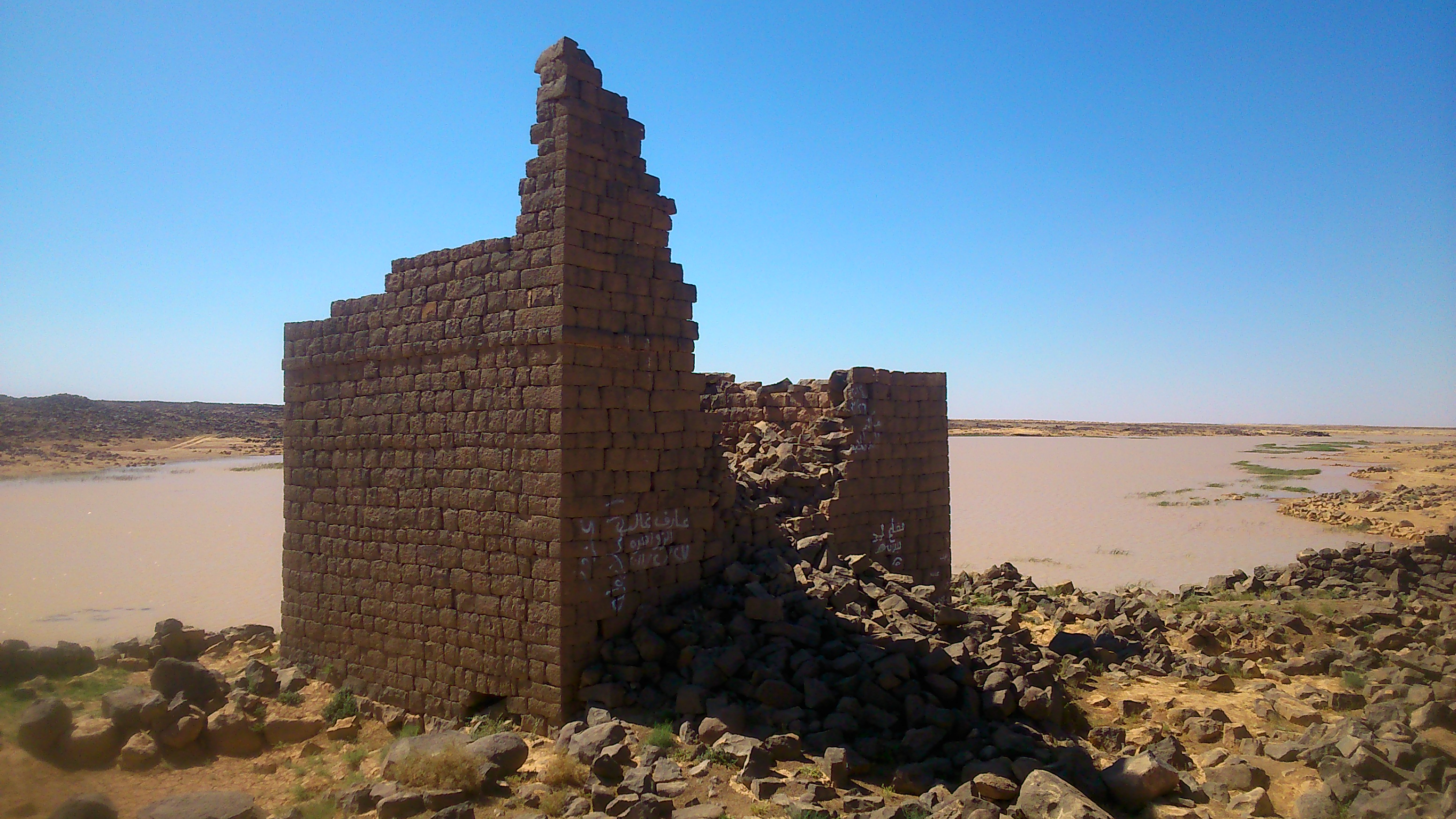
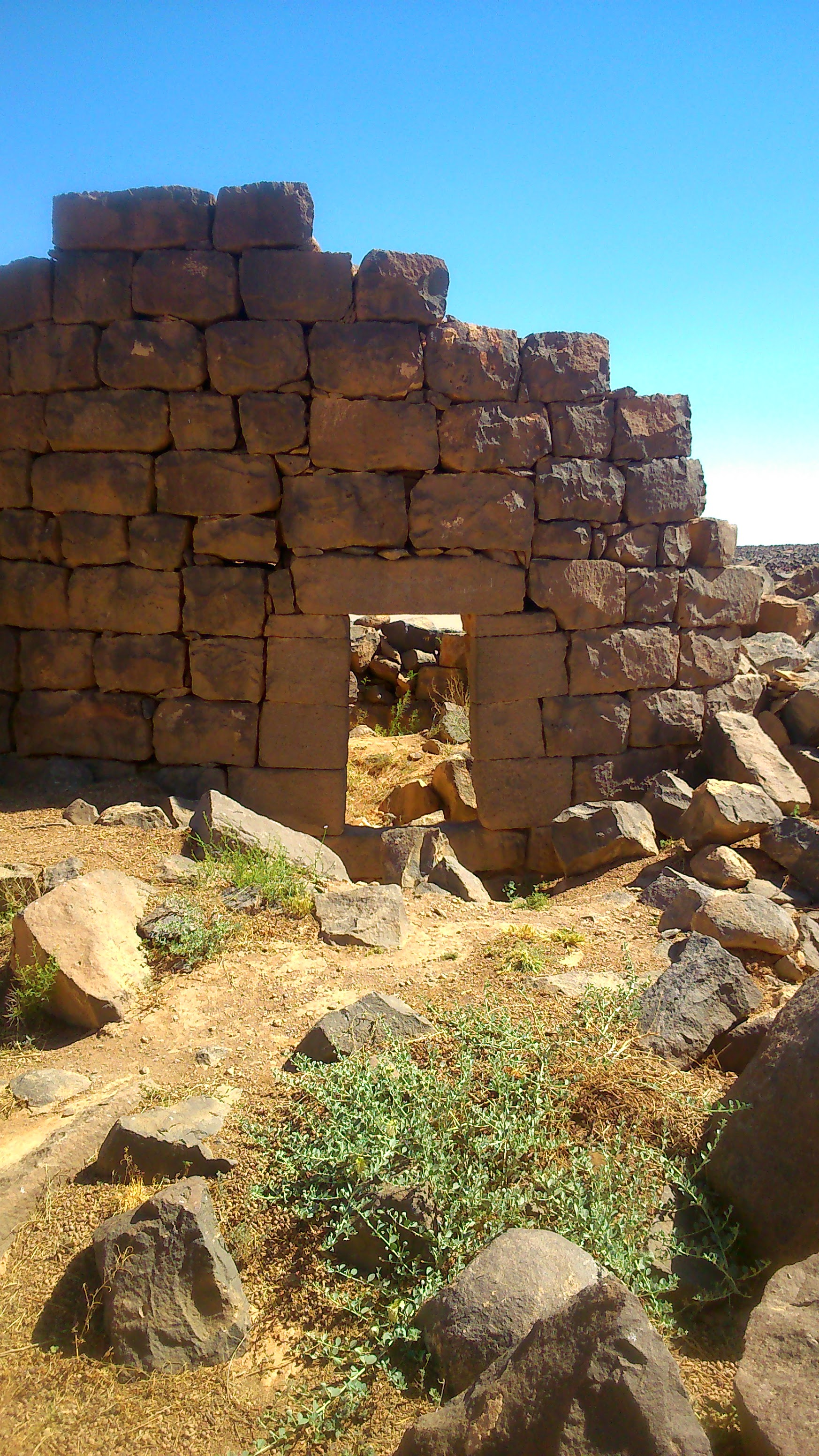
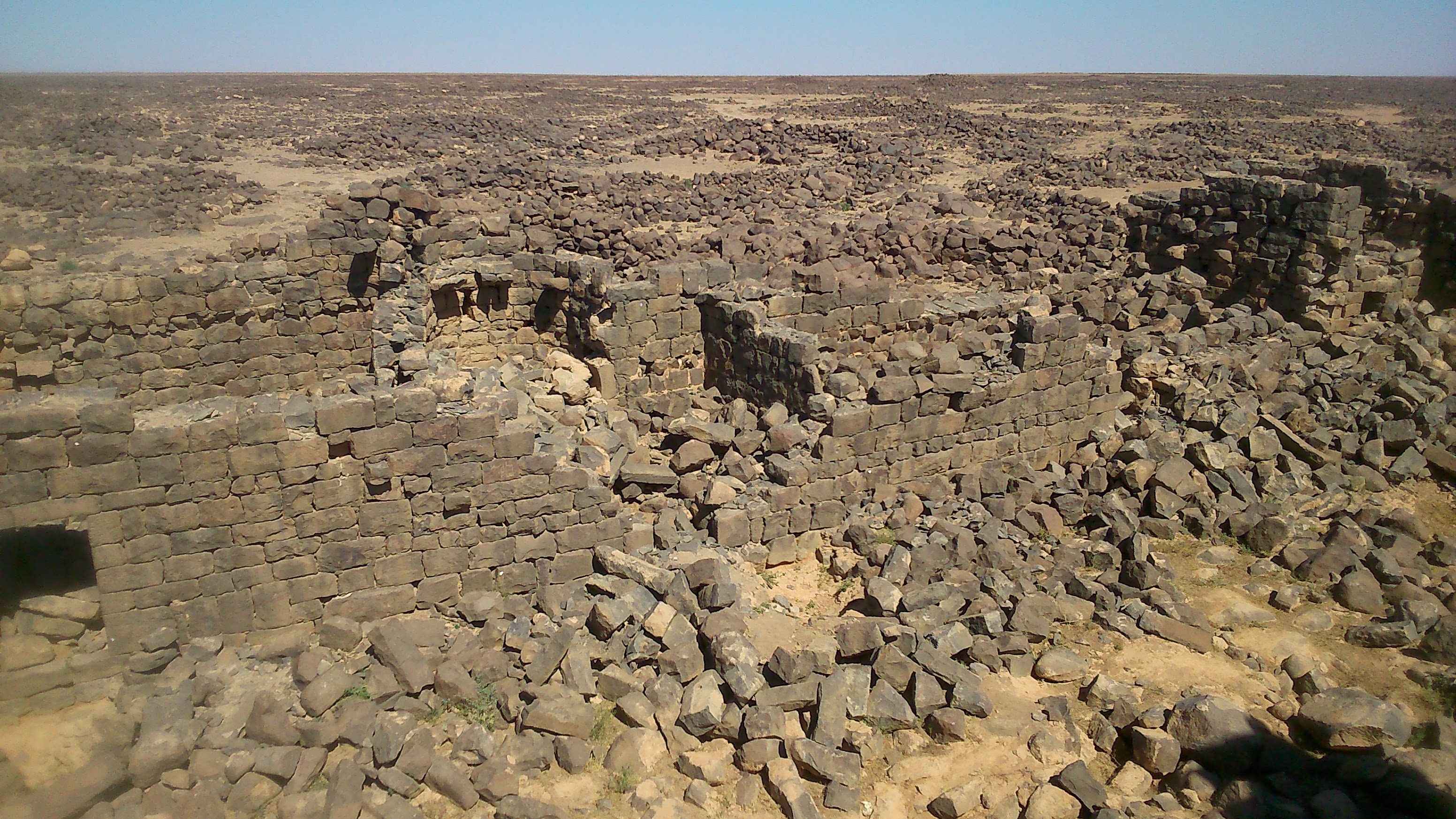
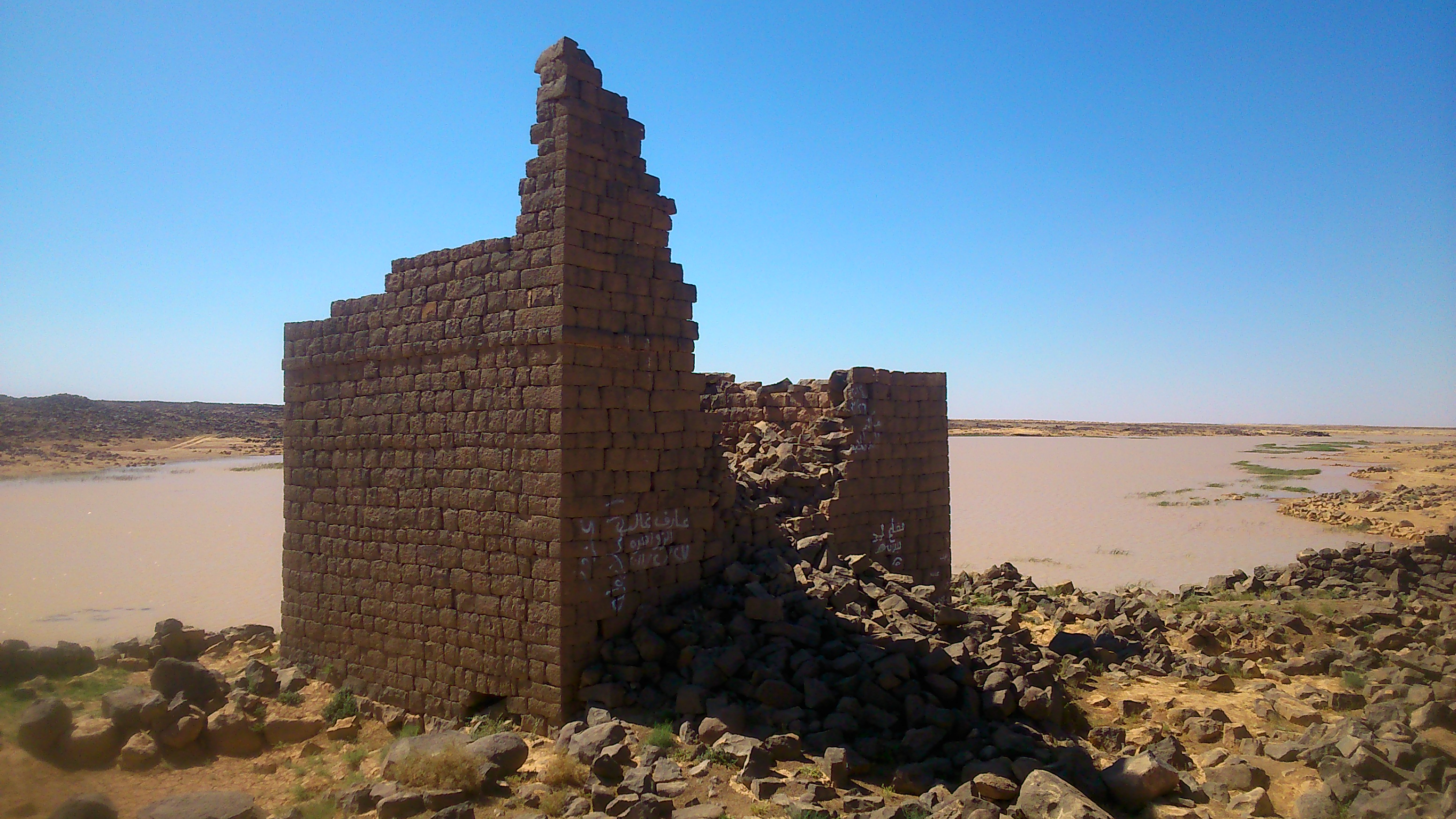
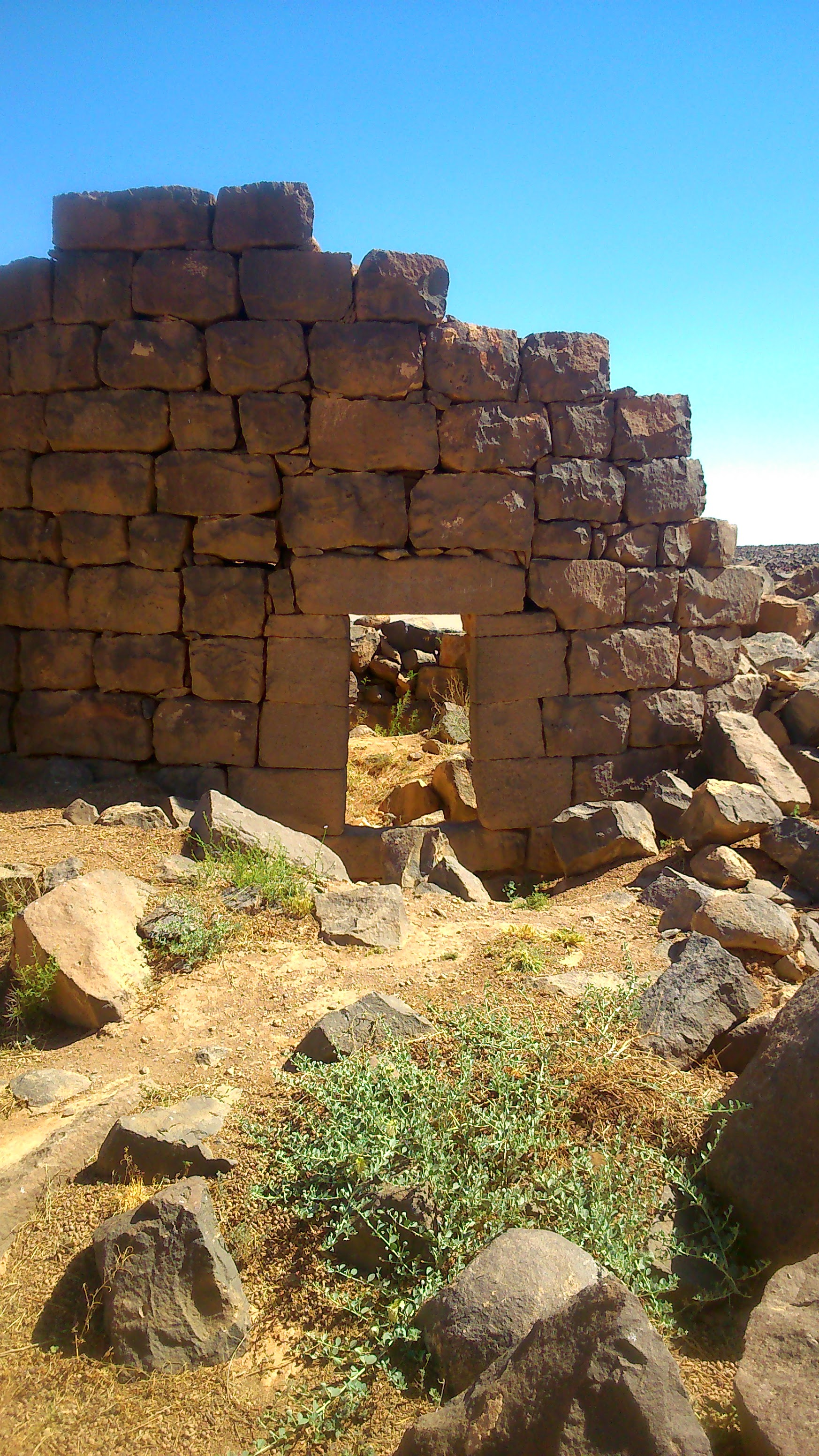
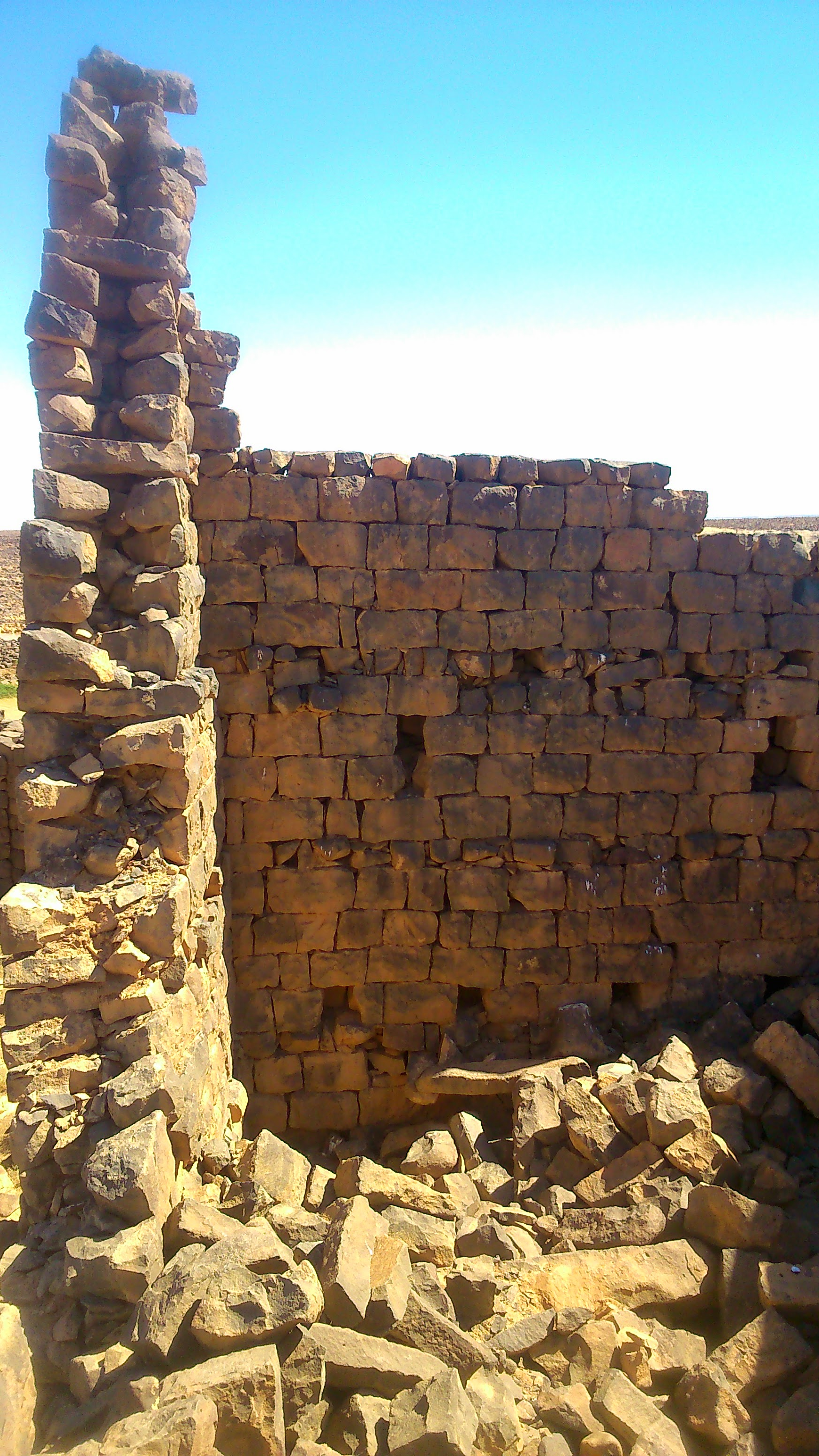
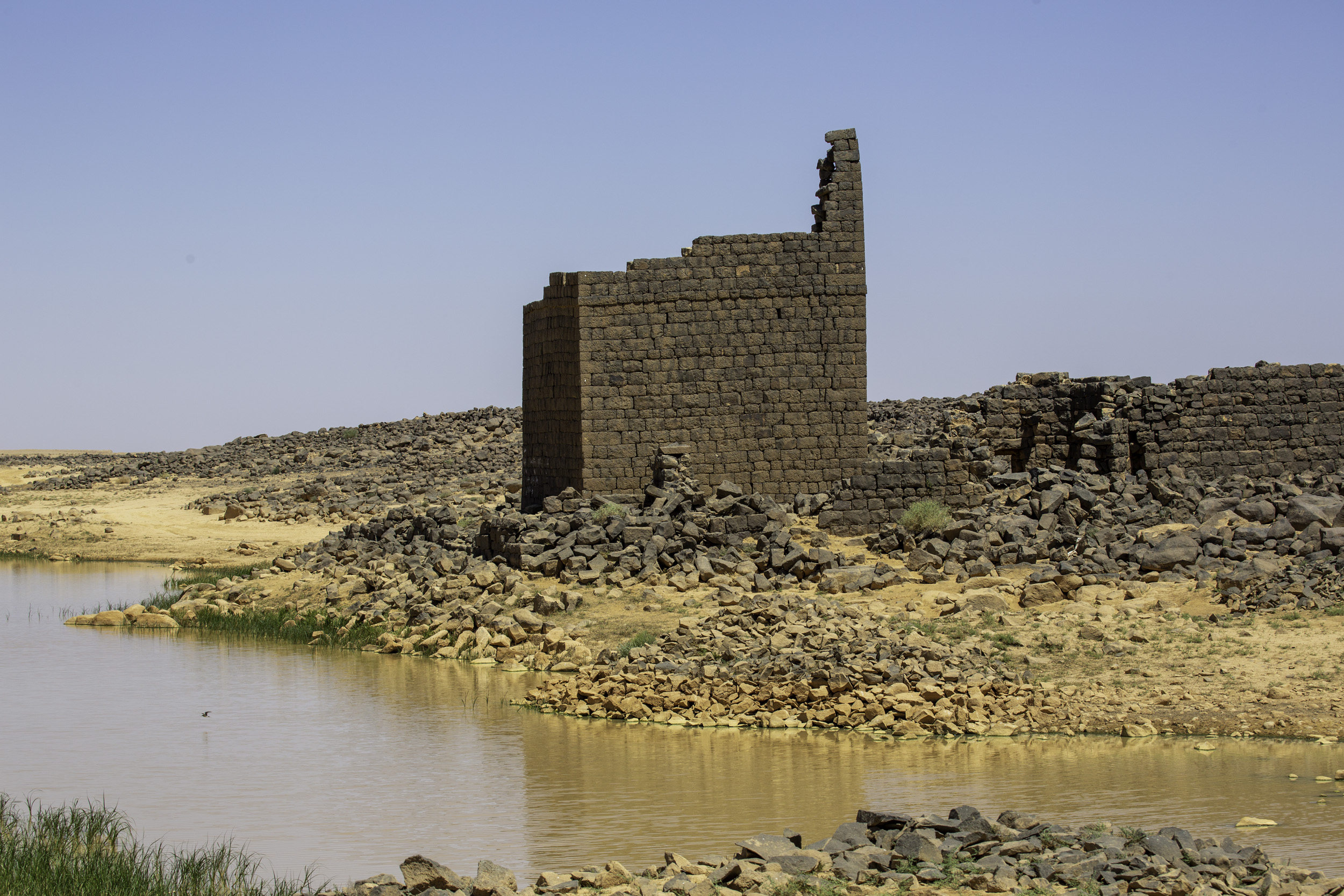
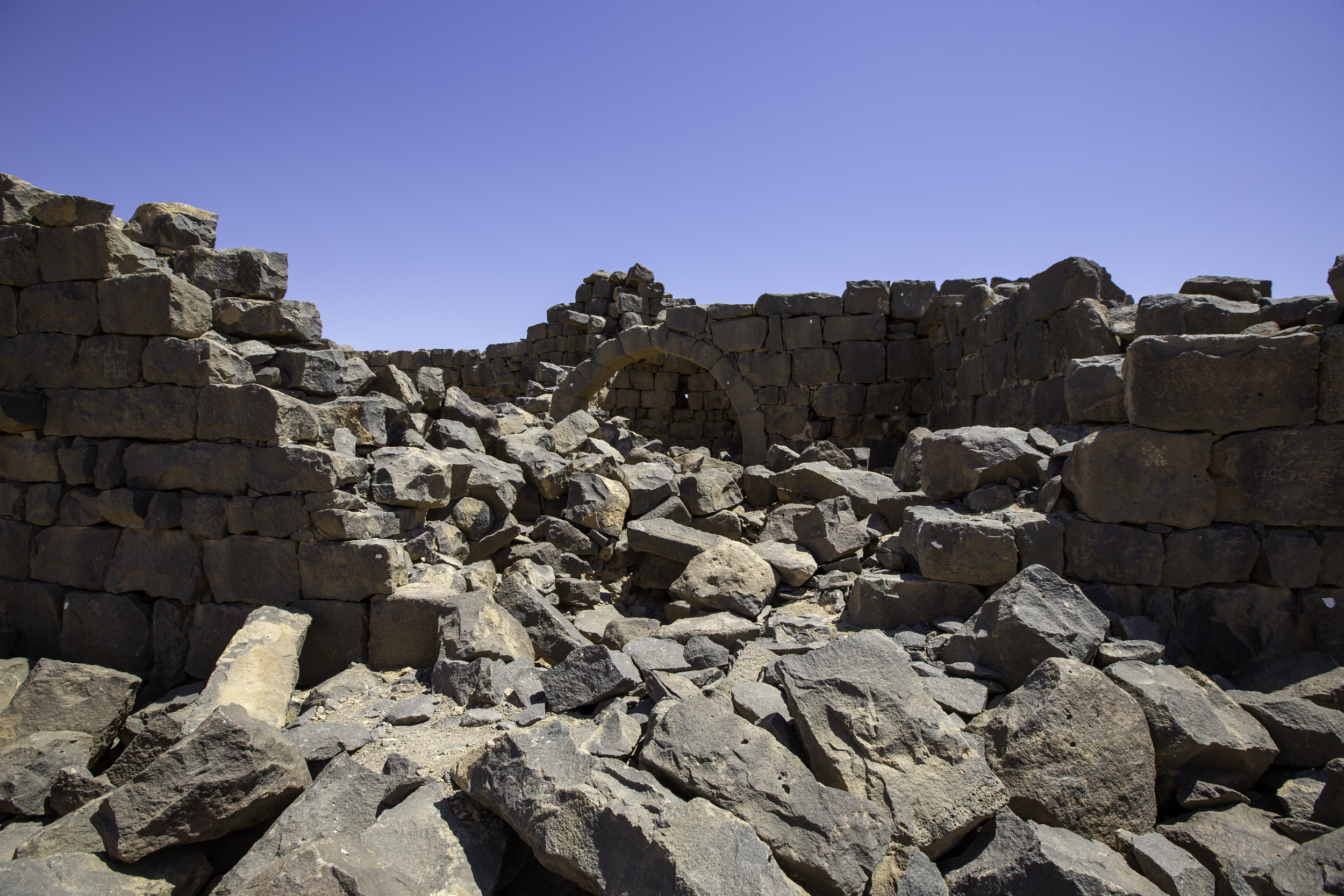
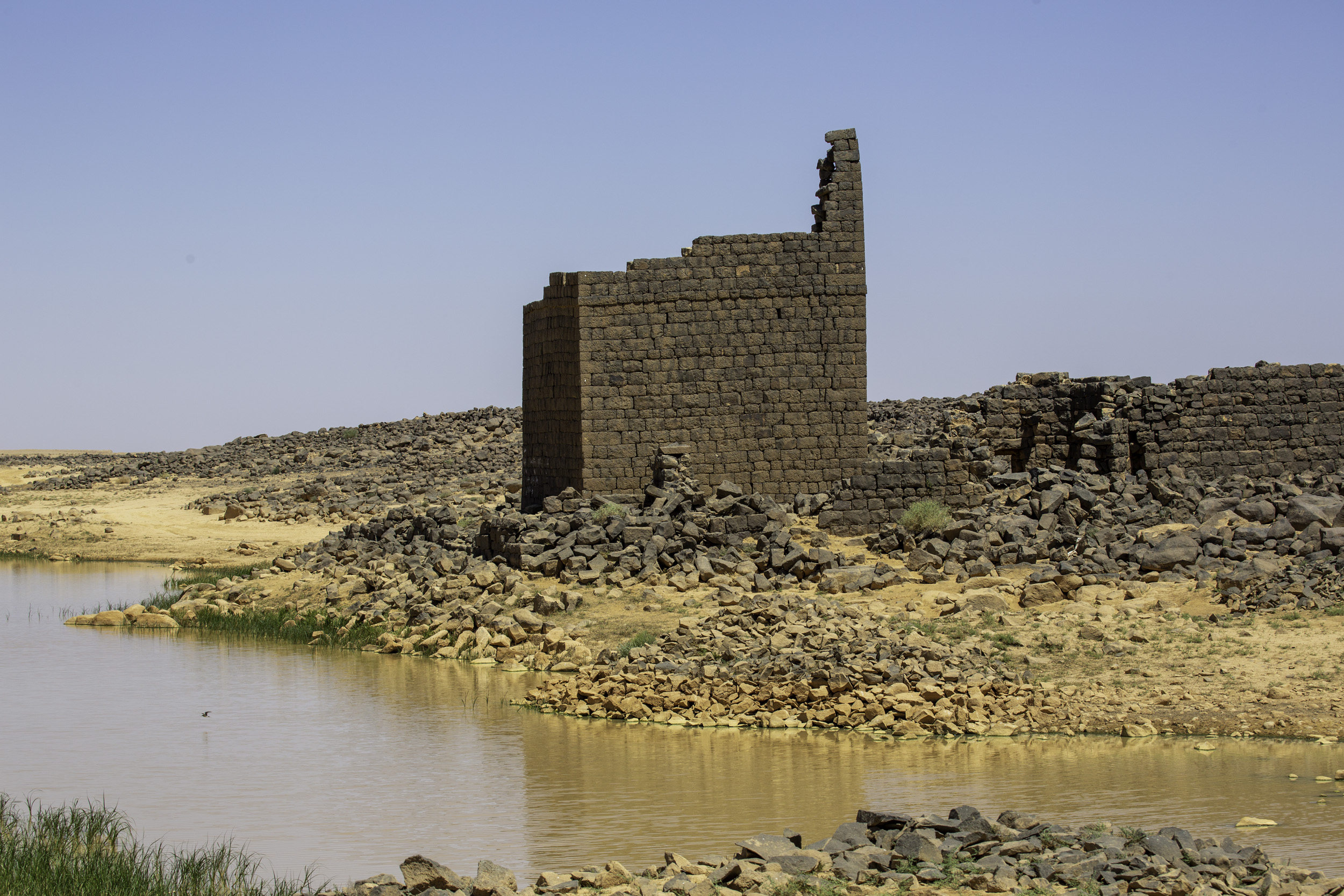